# Ein Clochard mit schlechten Karten
Ein Clochard mit schlechten Karten (Originaltitel: Les eaux troubles de Javel) ist ein Kriminalroman des französischen Schriftstellers  Léo Malet um seine fiktive Figur Nestor Burma, der 1957 veröffentlicht wurde und 1987 in deutscher Übersetzung von Hans-Joachim Hartstein erschien.

## Handlung
Nestor Burma hat während des Algerienkrieges im 15. Arrondissement der französischen Metropole Paris zu ermitteln. Dieses Arrondissement, auch Arrondissement de Vaugirard genannt, war Mitte der 1950er Jahre ein Arbeiterviertel, in dem ein Großteil der „pieds-noirs“, der maghrebinischen Emigranten, wohnen und arbeiten.
Eine dort lebende schwangere Freundin des ehemaligen Clochards Paul Demessy bittet den Privatdetektiv, nach dem spurlos Verschwundenen zu suchen. Burma empfindet den Auftrag zunächst als alltägliche Routine, da sich wohl der einfache Fabrikarbeiter Paul mit der verführerischen Jeanne Martigny, seiner Nachbarin, eingelassen hat. Doch unvermittelt findet er sich zwischen den Fronten von arabischen Freiheitskämpfern wieder, denen Mord und Bankraub nur als Mittel zum Erwerb illegaler Waffen dienen. Allem Anschein nach hat sich Paul auf ein gefährliches Spiel eingelassen, bei dem er wahrhaft „schlechte Karten“ hatte.

## Hintergrund
Malet musste selbst in seiner Jugend einige Zeit als Clochard leben.
Peter Stephan ergänzte die deutschsprachige Edition des Elster Verlags um  einen literarischen  „Nachgang“, in dem der Wandel des 15. Arrondissement und seiner Schauplätze 30 Jahre danach beleuchtet wurde. In der späteren Taschenbuchedition des Rowohlt Verlags war diese ebenfalls zu finden, fehlte aber aus urheberrechtlichen Gründen in der Gesamtedition des Zweitausendeins-Verlags.

## Ausgaben
- Léo Malet: Ein Clochard mit schlechten Karten. Übersetzt von Hans-Joachim Hartstein, Elster-Verlag 1987, 176 S., ISBN 978-3891510599
- Léo Malet: Ein Clochard mit schlechten Karten. Rowohlt, Reinbek bei Hamburg 1993 (= Rororo 12919), ISBN 978-3499129193

## Hörspielbearbeitung
Der Südwestfunk produzierte 1997 eine gleichnamige Hörspielbearbeitung (Der Audio Verlag, 2005, ISBN 978-3898133890) mit Christian Brückner als Nestor Burma und Sabine Postel als Hélène unter der Regie von Hans Gerd Krogmann.
Für Blinde existiert eine DAISY-Hörbuch-Produktion, die von Elisabeth Opitz gesprochen wurde.

## Verfilmung
In der französischen TV-Reihe Nestor Burma mit Guy Marchand in der Titelrolle wurde Les eaux troubles de Javel (Regie: Alain Bloch) unter seinem Originaltitel 1995 verfilmt und am 27. Januar 1995 erstmals ausgestrahlt.

## Belege
1. ↑  Archivierte Kopie (Memento des Originals vom 4. Dezember 2010 im Internet Archive)  Info: Der Archivlink wurde automatisch eingesetzt und noch nicht geprüft. Bitte prüfe Original- und Archivlink gemäß Anleitung und entferne dann diesen Hinweis.
2. ↑  http://www.dzb.de/verkauf/zeitschriften/buli/0904/plus_daisy.htm@1@2Vorlage:Toter+Link/www.dzb.de+(Seite+nicht+mehr+abrufbar,+festgestellt+im+April+2018.+Suche+in+Webarchiven) Datei:Pictogram+voting+info.svg Info:+Der+Link+wurde+automatisch+als+defekt+markiert.+Bitte+prüfe+den+Link+gemäß+Anleitung+und+entferne+dann+diesen+Hinweis.
3. ↑  http://www.imdb.com/title/tt0658881/